# Ouro-Torobé
Pour les articles homonymes, voir Ouro.
Ouro-Torobé est une localité située dans le département de Dori de la province du Séno dans la région Sahel au Burkina Faso.